# کشتار باکو
کشتار باکو قتل‌عامی بود که در سال‌های ۶ فوریهٔ ۱۹۰۵ میلادی و ۱۵ سپتامبر ۱۹۱۸ و ۱۳ ژانویهٔ ۱۹۹۰ میلادی علیه ساکنان ارمنی‌تبار شهر باکو توسط سربازان جمهوری سوسیالیستی شوروی آذربایجان انجام گرفت. در حقیقت کشتار ۱۹۹۰ ادامهٔ کشتارهای مشابهی بود که پان‌ترکیست‌ها و جمهوری دمکراتیک آذربایجان و مساواتی‌ها در سال‌های ۱۹۰۵ و ۱۹۱۸ میلادی علیه ارمنی‌های جمهوری آذربایجان به مورد اجرا گذاشته بودند.

## قتل‌عام سال ۱۹۰۵ میلادی
قتل‌عام ارمنیان در باکو توسط تاتارها در روز ۶ فوریه ۱۹۰۵ آغاز
شد. در این قتل‌عام ۲۰۵ ارمنی به قتل رسیدند و ۱۲۱ ارمنی نیز مجروح شدند.
اورست سمونین، خبرنگار روزنامه (نوویه اوبوزرنیه)، دربارهٔ قتل‌عام ارمنی‌های باکو نوشته‌است:
«تاتارهای ساکن قفقاز بی رحمانه ارمنی‌ها را در کوچه‌های باکو به قتل می‌رسانند. وقتی تمام آنچه را که فقط در طول سه ساعت دیدم، به خاطر می‌آورم، خون در رگ‌هایم منجمد می‌شود.»
یک شاهد عینی تُرک تبار در روزنامه (باکینسکیه ایزوستیا) به چگونگی آتش زدن منازل ارمنیان و قتل فجیع ساکنان آن‌ها و عدم ترحم مهاجمان به زنان اشاره نمود.
خبرنگار نشریه (تیفلیسکی لیستوک) دربارهٔ این کشتار نوشته‌است:
«یک تلقی همگانی حاکم است و آن اینکه کشتار ارمنیان، یعنی آن کشتار وحشتناک سازمان دهی شده بود. پیرمردی کوچک، لاغر و نگون‌بخت را دیدم که علاوه بر شلیک سه گلوله به او، سرش را بریده و از تن جدا کرده بودند. در قبرستان باکو روی یکی از توده‌های اجساد، جسد یک زن حامله افتاده بود. وحشی‌ها با چند ضربه چاقو رحم زن بیچاره را پاره کرده، کودک را بیرون آورده و روی جسد (مادرش) انداخته بودند.»
همچنین ماکسیم گورکی، از نویسندگان معروف جهان، در نوشته‌ای تحت عنوان (تزار روسی) به نسل‌کشی ارمنی‌ها در باکو اشاره کرده‌است:
«سرانجام روز ۹ فوریه اوضاع شهر آرام شد اما در اواخر ماه اوت همان سال مجدداً قتل‌عام ارمنیان از سر گرفته شد و در طول یک هفته ۳۰۰ الی ۴۰۰ ارمنی در باکو کشته و ۷۰۰ نفر مجروح شدند. پان ترکیست‌ها حتی به کسانی که سعی در پنهان کردن و نجات ارمنیان داشتند، رحم نمی‌کردند. به این ترتیب، (میشل تیمون)، مهندس فرانسوی که چند خانواده ارمنی را نجات داده بود، به درون یک چاه حفاری نفت که در حال سوختن بود، انداخته شد و به قتل رسید.».

## قتل‌عام سال ۱۹۱۸ میلادی
نسل‌کشی ارمنی‌ها توسط دولت عثمانی که در ارمنستان غربی رخ داد٬در آرتساخ و سایر نواحی قفقاز جنوبی نیز ادامه یافت.
تهاجم نیروهای نظامی ترکیه عثمانی به قفقاز جنوبی با هدف تسلط بر نفت باکو٬استفاده از خلاء قدرت ناشی از خروج نیروهای روسیه از منطقه (به دلیل وقوع انقلاب کمونیستی در مسکو)، تحقق رؤیای پان‌ترکیسم و پیوند با تُرک زبانان و نیز نابود کردن ارمنیان صورت گرفت.
نیروهای مسلح موسوم به اردوی اسلام قفقاز از تُرک‌ها و تاتارها تشکیل شده بود. (لازم است ذکر شود که اهالی تُرک زبان قفقاز که امروزه (آذربایجانی) نامیده می‌شوند، قبل از آنکه پان ترکیست‌ها به قصد تجزیه ایران، (اران) را جمهوری آذربایجان بنامند٬” تاتار“ نامیده می‌شدند)
ارتش یادشده تحت فرماندهی نوری پاشا، برادر زاده (اسماعیل انور پاشا) قرار داشت.
این نیروها در ۱۵ سپتامبر ۱۹۱۸ وارد شهر باکو شدند و در پی آن به مدت سه روز پیاپی قتل‌عام ارمنیان این شهر به مورد اجرا گذاشته شد که منجر به کشتار حدود ده تا سی هزار نفر از ارمنیان گردید. این قتل‌عام آخرین کشتار عمده در جریان جنگ جهانی اول محسوب می‌شود.
سرگئی رافالوویچ، نویسنده و از شاهدان این قتل‌عام، در مقاله (حقیقت دربارهٔ حوادث باکو) نوشته‌است:
«حتی هشت روز بعد از قتل‌عام در نواحی مرکزی و اطراف ایستگاه شهر که خودم شخصاً در منازل و کوچه‌ها حضور یافتم، بوی غیرقابل تحمل اجساد به مشام می‌رسید. در منازلی که کاملاً تخریب شده بودند، شاهد اجساد زنان مورد تجاوز قرار گرفته و به قتل رسیده و شیرخوارگان به خون غلتیده بودم.»
سرگرد مایر، افسر ستاد عالی امپراتوری عثمانی، در نامه‌ای که در تاریخ ۲۰ سپتامبر ۱۹۱۸ به ژنرال فون کرس، رئیس نمایندگی آلمان قیصری در قفقاز نوشت، اظهار داشت:
«عده زیادی ارمنی از جمله زن و کودک کشته شده‌اند. دربارهٔ چند هزار نفر هنوز اطلاع دقیقی در دست نیست. افراد قابل اعتماد محلی معتقدند تعداد آن‌ها (قربانیان قتل‌عام ارمنی‌ها) بسیار بیشتر از ارامنه‌ای است که در ماه مارس (همان سال) به قتل رسیدند. همچنین آن‌ها (عوامل افراطی تُرک زبان و پان ترکیست‌ها) دو آلمانی تازه‌وارد (به باکو) را که شهروند امپراتوری نبودند، کشته و همسران چند آلمانی تازه‌وارد را مورد تجاوز قرار دادند. خشونت‌های مشابهی علیه اتریشی‌ها و روس‌ها به وقوع پیوسته‌است.»
اسد بیگ، نویسنده تُرک، در کتاب (نفت و خون) نوشته‌است:
«شاهدان حوادث آن سه روز پیاپی گزارش می‌دهند که یادداشتهای تاریخی به زحمت می‌توانند کشتار مشابهی را نشان دهند. همه منازل ارمنیان به تدریج مورد حمله قرار می‌گرفتند و سکنه آن‌ها به قتل می‌رسیدند.»

## قتل‌عام سال ۱۹۹۰ میلادی
این قتل‌عام به مدت هفت روز ادامه داشت، بیش از چهارصد شهروند ارمنی، از جمله زن و کودک و سالمند، به فجیع‌ترین شکلی شکنجه شده و به قتل رسیدند. در این جنایت بسیاری از منازل ارمنیان این شهر مورد غارت قرار گرفته و به آتش کشیده شدند.
بنا بر اعلام سازمان دیده‌بان حقوق بشر، این قتل‌عام یک اقدام از قبل طراحی شده بود چرا که مهاجمان پان ترکیست فهرست اسامی و نشانی منازل ارمنیان شهر را در اختیار داشتند.
در پی این کشتار، کمیته فرانسوی سازمان حقوق بشر هلسینکی با انتشار نامه سرگشاده، با اشاره به سلسله کشتارهایی که با رویه‌ای مشابه در باکو و سایر نقاط جمهوری آذربایجان علیه ارمنیان رخ داد، اعلام نمود که این جنایات اتفاقی نبوده‌اند بلکه به صورتی حساب شده و سازمان یافته و به منظور پاکسازی قومی و نسل‌کشی ارمنیان در این جمهوری به اجرا درآمده‌اند.
حزب (جبهه خلق آذربایجان) در روز ۱۳ ژانویه ۱۹۹۰ گروه عظیمی از تظاهرات کنندگان که در میدان (لنین) باکو جمع شده بودند، با فرارسیدن شب، با شعارهای، باکو بدون ارمنی‌ها و درود بر قهرمانان کشتار سومقاییت شروع به حمله به منازل ارمنی‌های باکو نمودند.
اعتبار محمد اف، از اعضاء (جبهه خلق)، در یک سخنرانی در روز ۲۴ آوریل ۱۹۹۰ در محل نمایندگی جمهوری آذربایجان در مسکو اظهار داشت:
«من شخصاً شاهد چگونگی قتل دو ارمنی بودم. مهاجمان روی آن‌ها بنزین ریختند و آن‌ها را به آتش کشیدند.»
(کمیته رفع تبعیض علیه زنان)، وابسته به سازمان ملل متحد، در گزارش خود در سال ۱۹۹۷ اشاره نمود که در جریان قتل‌عام ارمنی‌های باکو، موارد متعددی از قتل و شکنجه و تجاوز علیه زنان حامله و کودکان ارمنی در برابر چشمان والدین آن‌ها از سوی جنایتکاران پان ترکیست جمهوری آذربایجان رخ دادند.
همچنین در این گزارش اشاره شده بود که این عناصر افراطی اقدام به داغ نمودن نشان صلیب بر روی بدن قربانیان ارمنی خود می‌نمودند.
در نهایت بعد از یک هفته قتل و غارت و تجاوز علیه ارمنیان باکو، با ورود نیروهای ارتش شوروی به این شهر، وضعیت فوق‌العاده اعلام شد اما این امر عکس العملی دیر هنگام بود که مانع از کشته شدن جمع کثیری از ارمنی‌های باکو و مهاجرت صدها هزار سکنه ارمنی این شهر نشد.
یکی از ارامنه‌ای که در پی این قتل‌عام، از باکو مهاجرت نمود، گری کاسپارف، بود. وی در مصاحبه‌ای با اشاره به این جنایت، اعلام نمود:
«آنچه شما در تلویزیون دیده‌اید، در برابر آنچه من عملاً شاهد آن بوده‌ام، ناچیز است.»
پارلمان اروپا در ۱۷ ژانویه ۱۹۹۰ با صدور قطعنامه‌ای از کمیته وزرای خارجه اروپا و شورای اروپا خواست تا اقدام‌های لازم را برای کمک به ارمنیان ساکن در شوروی به عمل آورند. همچنین در ۱۸ ژانویه نامه جمعی از اعضاء مجلس سنای آمریکا خطاب به رهبر شوروی در اعتراض به کشتار ارمنیان در باکو منتشر شد.
از سوی دیگر روزنامه نیویورک تایمز در روز ۲۸ ژوئیه ۱۹۹۰ نامه سرگشاده بیش از ۱۵۰ نفر از دانشمندان و فعالان حقوق بشر جهان را منتشر نمود که در آن قتل‌عام ارمنیان در باکو، اقدامی نژادپرستانه نامیده شده بود.
در روز ۲۹ مارس ۱۹۹۰ در جلسه غیر علنی شورای عالی شوروی که برای بررسی حوادث شهر باکو برگزار شد، نمایندگان جمهوری آذربایجان خواهان تشکیل کمیسیونی برای بررسی مسائل مربوط به ورود ارتش شوروی به باکو شدند اما در پی اظهارات مقامات عالی‌رتبه شوروی دربارهٔ جزئیات قتل‌عام ارمنیان در این شهر، مقامات جمهوری آذربایجان از پیگیری خواسته خود (به دلیل ترس از افشاء بیشتر جنایات پان ترکیست‌های این جمهوری) منصرف شدند و به این ترتیب عملاً پیگیری عوامل این جنایت از سوی حکومت شوروی مسکوت گذاشته شد.